# 羽前松岡駅
羽前松岡駅（うぜんまつおかえき）は、山形県西置賜郡小国町大字松岡にある、東日本旅客鉄道（JR東日本）米坂線の駅である。

## 歴史
- 1935年（昭和10年）10月30日：米坂東線羽前沼沢 - 小国間開通と共に開業[1]。奥羽本線米沢、赤湯、上ノ山および山形ならびに米坂東線および長井線各停車場に発着する旅客に限り取り扱い[2]。
- 1936年（昭和11年）9月2日：取り扱い範囲を改正[3]。米沢、赤湯、上ノ山、山形、新発田村上間ならびに米坂線および長井線各停車場に発着する旅客に限り取り扱い[2]。
- 1954年（昭和29年）12月1日：旅客取り扱い区間の制限を廃止する[2]。
- 1987年（昭和62年）4月1日：国鉄分割民営化により、東日本旅客鉄道の駅となる[2]。
- 2022年（令和4年）8月3日：豪雨災害の影響で当駅前後の区間が不通となり、営業休止[4]。

## 駅構造
単式ホーム1面1線を有する地上駅である。
村上駅管理の無人駅である。駅舎の待合室内には旅行者が自由に書き込むことのできるノートが設置されている。

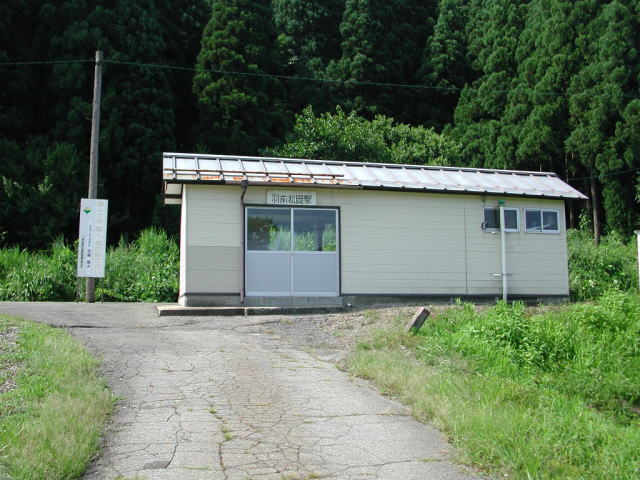
改修前の駅舎（2004年8月）
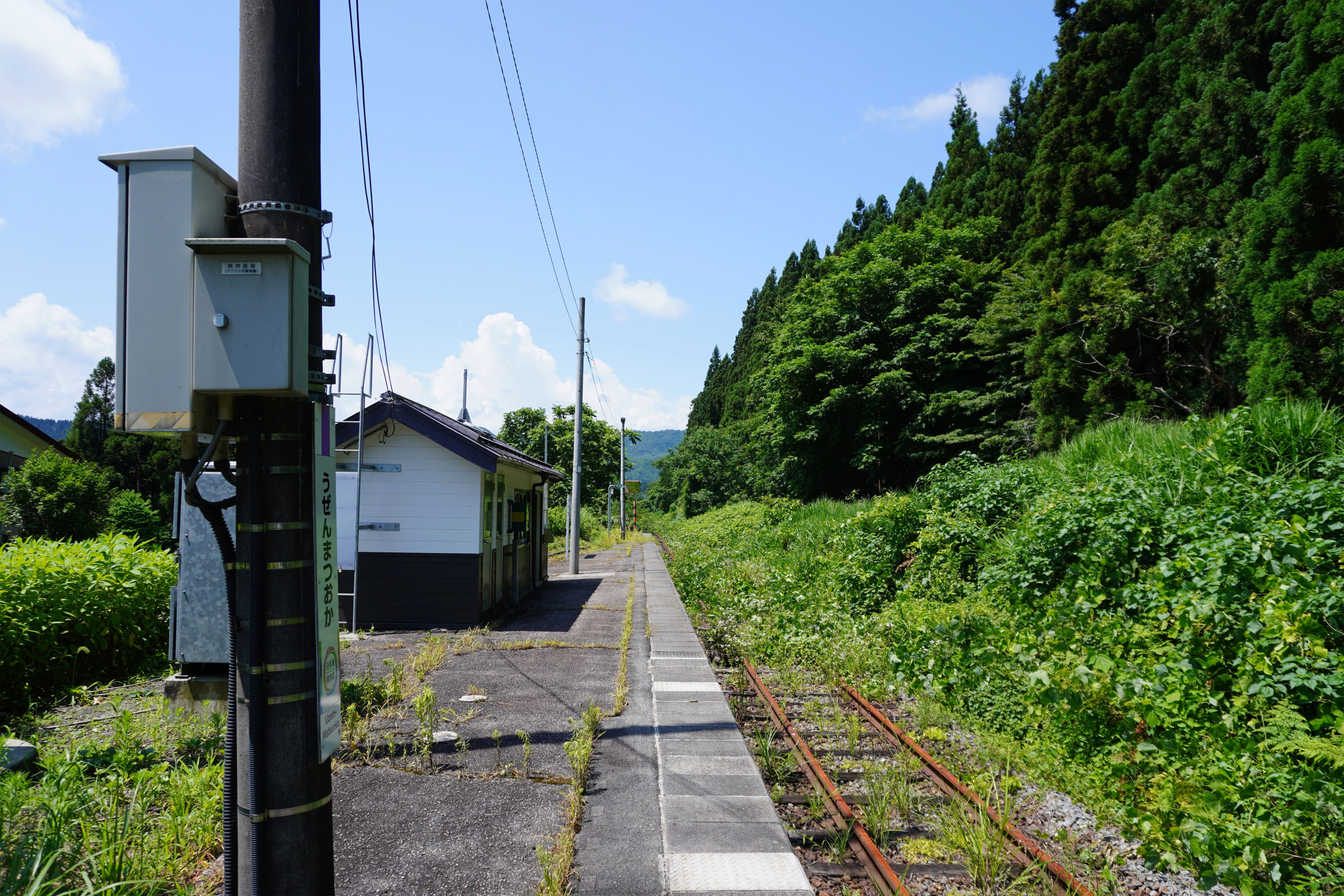
ホーム（2023年7月）

## 利用状況
「山形県の鉄道輸送」によると、2000年度（平成12年度）- 2004年度（平成16年度）の1日平均乗車人員の推移は以下のとおりであった。
| 乗車人員推移       | 乗車人員推移     | 乗車人員推移 |
| 年度               | 1日平均 乗車人員 | 出典         |
| ------------------ | ---------------- | ------------ |
| 2000年（平成12年） | 15               | [ 5 ]        |
| 2001年（平成13年） | 13               | [ 5 ]        |
| 2002年（平成14年） | 10               | [ 5 ]        |
| 2003年（平成15年） | 7                | [ 5 ]        |
| 2004年（平成16年） | 8                | [ 5 ]        |

## 駅周辺
- 国道113号

## 隣の駅
東日本旅客鉄道（JR東日本）
■米坂線（休止中）
伊佐領駅 - 羽前松岡駅 - 小国駅